# Standish Hayes O'Grady
Standish Hayes O'Grady (1832 – 16 d'octubre de 1915) fou un antiquari irlandès. Va néixer a Erinagh House, Castleconnell, comtat de Limerick, fill de l'almirall Hayes O'Grady. Era cosí de l'escriptor Standish James O'Grady, amb el qual sovint és confós. Quan era nen va aprendre irlandès dels parlants nadius de la seva localitat. Va estudiar a Rugby School i Trinity College Dublin.
Encara que fou un qualificat enginyer civil és més recordat per Silva Gadelica (dos vols, 1892), una col·lecció de contes d'antics manuscrits irlandesos. Fou amic dels antiquaris John O'Donovan i Eugene O'Curry. En 1853 fou un dels membres fundadors de la Societat Ossiànica. de la que en fou nomenat president en 1855 i que va contribuir al renaixement gaèlic. En 1857 va marxar als Estats Units d'Amèrica on hi va viure més de 30 anys. En 1901 va contribuir amb l'assaig Anglo-Irish Aristocracy a la col·lecció Ideals in Ireland editada per Lady Augusta Gregory.
Va morir a Anglaterra en 1915. Deixà inacabat a la seva mort un Catalogue of the Irish Manuscripts in the British Museum que fou completat per Robin Flower.